# サウス・イースト・クイーンズランド
サウス・イースト・クイーンズランド(South East Queensland, SEQ) は、オーストラリア連邦クイーンズランド州の東南地域。
州の人口の約3分の2を占める成長著しい地域で、面積は22,420平方キロメートルである。
10の地方統治区域(Local Government Area) で構成される。

## 定義
サウス・イースト・クイーンズランドは、オーストラリアの生物地理学的暫定地域区分 (Interim Biogeographic Regionalisation for Australia (IBRA)) におけるバイオリージョンの一つである。

## 地理

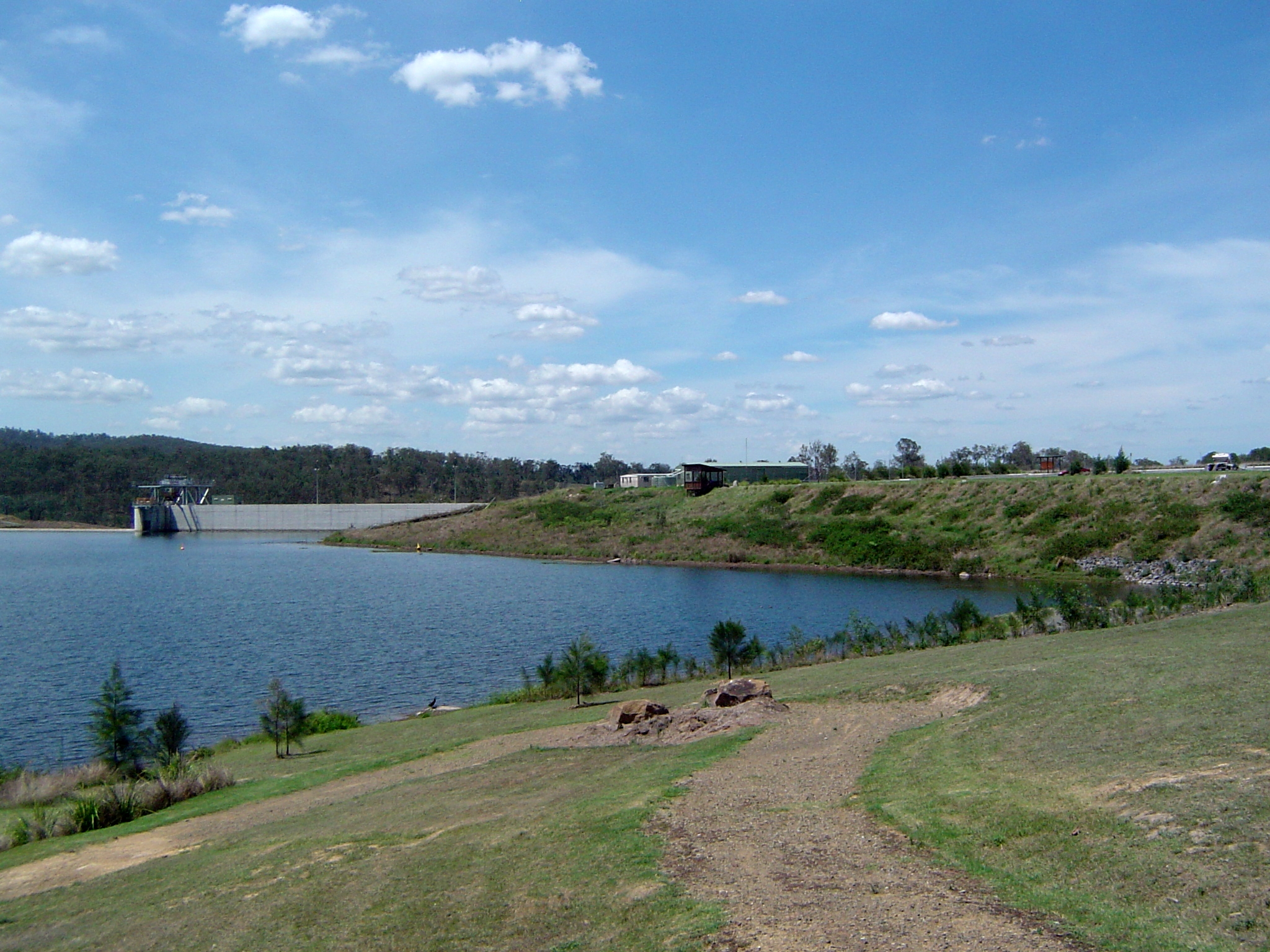
2011年に建設され稼働しているワイヤラロングダム

SEQの南側に、クイーンズランドで3番目に標高が高いバーニー山がある。カニングハム高速道路がSEQの東南からカニングハムズ山峡を通ってダーリング・ダウンズに抜けるように開通している。この他にブルース高速道路、ワーレゴ高速道路、パシフィック高速道路を含むいくつかの高速道路がSEQから隣接している地区へ開通している。
SEQは山岳地帯や山脈も多く、マクファーソン山脈、ティビオット山脈、ダギラー山脈、リトルリバプール山脈、ブラッコール山脈やスプリングブルック高原、タンボリーン山高原などの山脈・高原がある。
SEQの海岸沿いにはブライビー島、モートン島やノースストラドブローク島を含むいくつかの島が存在し、モートン湾付近にも小さな島々が存在している。
また、いくつかの水源設備や治水ダムなどもSEQに建設されている。中でも、ウエスタンコリダー水再生計画で建設された設備やゴールドコースト海水淡水化工場は、干ばつに対抗する為に建設されたSEQ内でも新しい施設となっている。

### 地方及び地方自治体地区

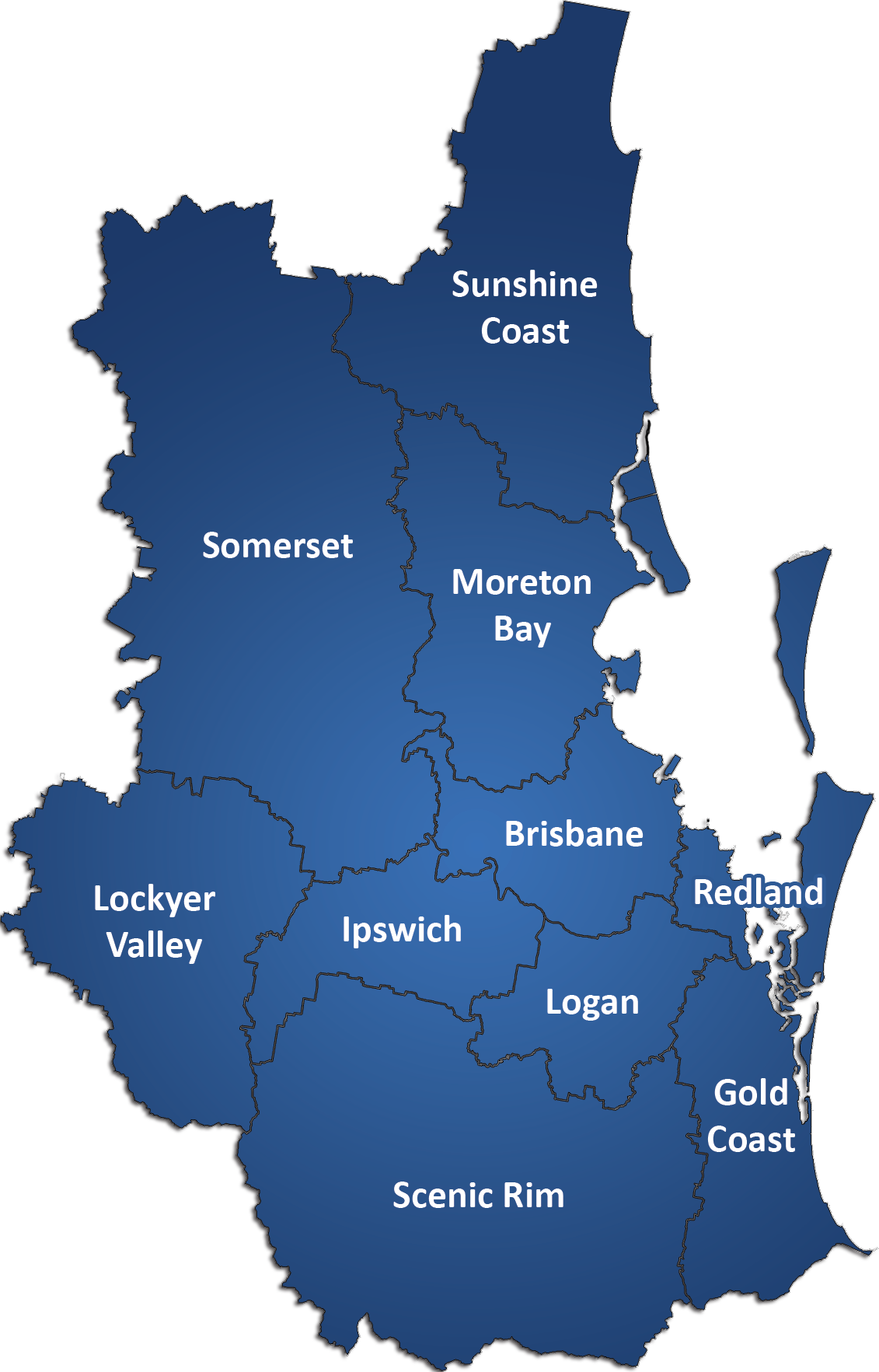
サウスイーストクイーンズランドの主要都市部

人工衛星ランドサット7号から見たサウスイーストクイーンズランド

サウス・イースト・クイーンズランドは下記の地方及び地方自治体地域が含まれる。
- ブリスベン : クイーンズランド州の州都。ブリスベンの首都圏はブリスベン市を含む下記の市町村から成り立っている。
  - イプスウィッチ市：ブリスベンの西に位置する工業と鉱業が盛んな郊外都市。
  - ローガン市：ブリスベンとゴールドコーストの間に位置する大部分が住宅地の都市。
  - モートン・ベイ地区：ブリスベンとサンシャイン・コーストの間に位置する大部分が住宅地の都市。
  - レッドランド市：ブリスベンの東南に位置するモートン湾沿岸の住宅地と農地からなる都市。
- ゴールドコースト市：ブリスベンの南に位置するクイーンズランド州の主要な観光地。
- サンシャイン・コースト地区：ブリスベンの北に位置する沿岸地域と農地からなる地区。グラスハウス山はこの地区のシンボルである。
- ウエスト・モートン：グレートディバイディング山脈にある農村地域。ウエスト・モートンは下記の市町村から成り立っている。
  - トゥーンバ市：トゥーンバ市はSEQとウエスタンダウンズの両地域を含んでおり、両地域の架け橋のような役割を持っている都市である。また、西側の地域へ通ずる玄関口の役割も担っている。
  - ラックラー・バレー地区：イプスウィッチの西に位置する野菜と果物の生産で有名な地区。
  - シニック・リム地区：ゴールドコーストの近くに位置する放牧地からなる内陸地区。
  - サマーセット地区：ブリスベンの東北に位置する放牧地からなる地区。2つの主要なダムがあり、SEQの重要な水源となっている。ブリスベン谷も有名である。

### 主要都市
サウス・イースト・クイーンズランドは下記の都市が含まれる。
- ブリスベン : クイーンズランド州の州都。
- ゴールドコースト : オーストラリア最大の観光保養地。世界遺産オーストラリアのゴンドワナ多雨林群の一部を抱える。
- ローガン : ブリスベンとゴールドコーストの間に位置する。
- レッドランド : ブリスベンの東に位置する。
- シーニック・リム : ゴールドコーストの西側に位置する。世界遺産・オーストラリアのゴンドワナ多雨林群の一部を抱える。
- イプスウィッチ : ブリスベンの南西に位置する。
- ロッキャーバレー : イプスウィッチの西に位置する農村地帯。
- モートンベイ : ブリスベンの北に位置する。
- サマーセット : ブリスベンの北西、モートンベイの西側に位置する。
- サンシャイン・コースト : モートンベイの北に位置する。ゴールドコーストに次ぐ観光地。

### 主要空港
- ブリスベン空港：SEQにおいて1番大きい国際空港である。カリフォルニア州、アジア地域、オセアニア地域、中東地域への直行便が運航されている。
- ゴールドコースト空港：SEQにおいて2番目に大きい国際空港である。日本、マレーシア、ニュージーランド、シンガポール、香港への直行便が運航されている。
- サンシャインコースト空港：シドニー、メルボルン、アデレードへの国内線が運航されている。
- トゥーンバウェルキャンプ空港：オーストラリアで初めて個人出資によって設立された空港である。トゥーンバ地区、ダーリング・タウンズ地区への路線が運航されている。
- アーチャーフィールド空港：ブリスベンCBDから南へ約11キロメートルに位置する一般航空機の空港である。
- レッドクリフ空港：ブリスベンCBDから約28キロメートル離れたレッドクリフ半島に位置する一般航空機の空港である。
- アンバレーオーストラリア空軍基地：ブリスベンCBDから約50キロメートル離れた南西イプスウィッチに位置するオーストラリアで1番大きいオーストラリア空軍の作戦基地である。

## 産業
かつては木材の加工、鉱業、酪農業を含む農業がサウス・イースト・クイーンズランドの主な産業であった。現在は、サウス・イースト・クイーンズランドは主にブロッコリー、玉ねぎ、白菜、トウモロコシ、セロリなどの農作物を輸出している。また、当時のラックラー・バレーにて巨大な野菜市場が設立された。